# Alastor gestroi
Alastor gestroi är en stekelart som beskrevs av Giordani Soika 1934. Alastor gestroi ingår i släktet Alastor och familjen Eumenidae. Inga underarter finns listade i Catalogue of Life.